# 앤드리아 보스카

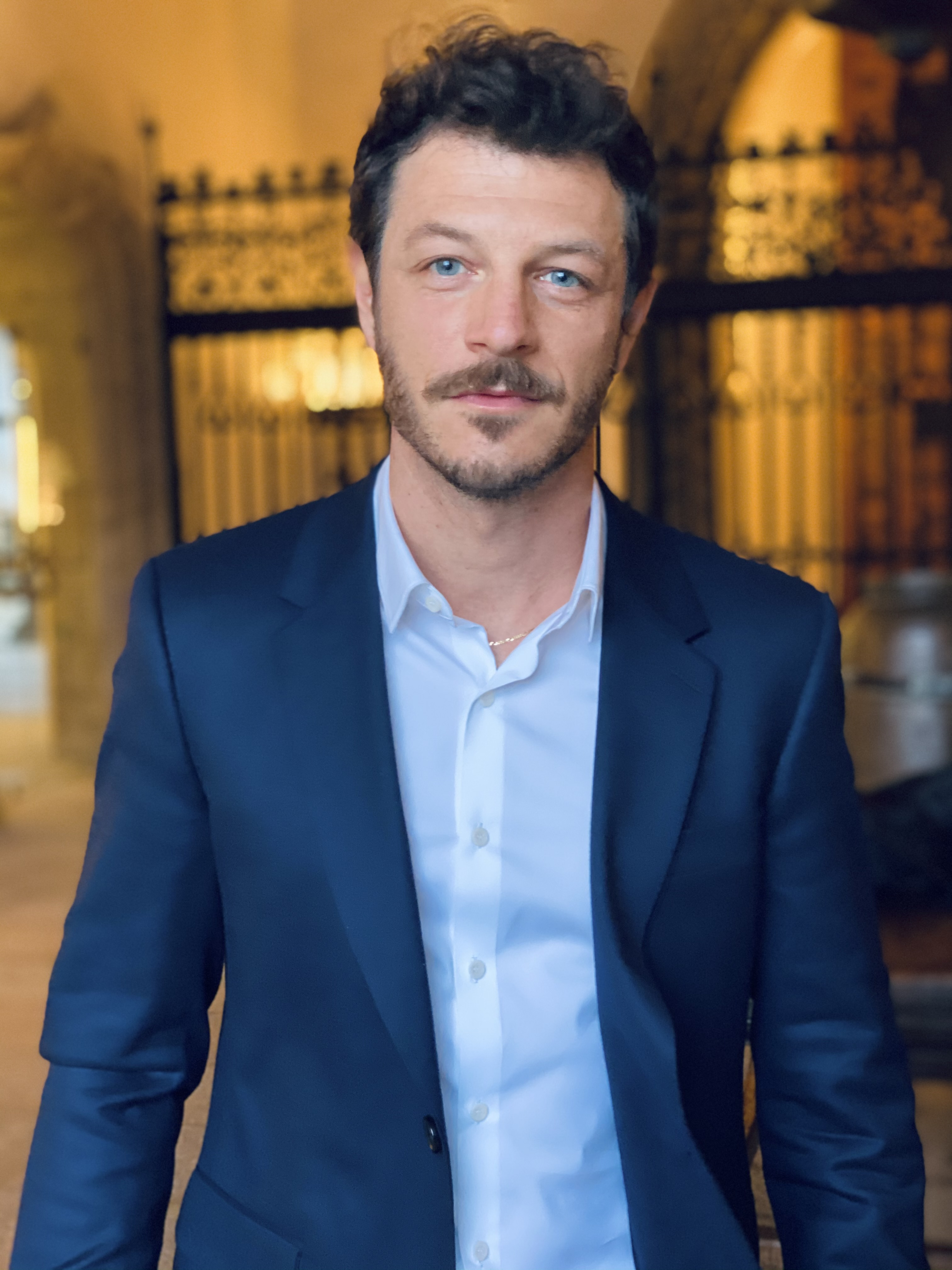

앤드리아 보스카(Andrea Bosca, 1980년 7월 14일 ~ )는 이탈리아의 배우이다.

## 영화
- 에너미 캠프 (2016년)
- 어 투토 톤도 (2014년)
- 니나 (2012년)
- 매그니피슨트 프레젠스 (2012년) - 루카 베롤리 역
- 글리 스피오라티 (2011년) - 메테 역
- 헤이피버 (2010년)
- 우리의 신념 (2010년)
- 아메레, 부기에 에 칼세토 (2008년)
- 위 캔 두 댓! (2008년)